# غارث سنو
غارث سنو (بالإنجليزية: Garth Snow)‏ هو لاعب هوكي الجليد أمريكي، ولد في 28 يوليو 1969 في Wrentham, Massachusetts ‏ في الولايات المتحدة.

## وصلات خارجية
- غارث سنو على موقع دوري الهوكي الوطني (الإنجليزية)
- غارث سنو على موقع قاعة مشاهير الهوكي (لاعب أن.إتش.أل) (الإنجليزية)
- غارث سنو على موقع EliteProspects.com (الإنجليزية)
- غارث سنو على موقع HockeyDB.com (الإنجليزية)
- غارث سنو على موقع Hockey-Reference.com (الإنجليزية)
- غارث سنو على موقع أوليمبيديا (الإنجليزية)